# Martha King
Pour les articles homonymes, voir King.
Martha King, née vers 1803 et morte le 31 mai 1897, est la première illustratrice botanique résidente de Nouvelle-Zélande. Elle est une personnalité éminente lors des débuts de Wanganui et de New Plymouth en tant que fondatrice d'écoles dans les deux districts.

## Biographie
Martha King est née en Irlande en 1802 ou 1803. La famille est socinienne, et il est possible que King ait travaillé comme gouvernante avant d'émigrer. Elle émigre en Nouvelle-Zélande en décembre 1840, arrivant à Wellington à bord du multi-mâts (en) London. Elle voyage avec sa sœur aînée, Maria, et son frère, Samuel Popham King.
De Wellington, les Kings naviguent vers Wanganui à bord de l'Elizabeth, arrivant le 27 février 1841, et font partie des colons fondateurs de la nouvelle ville. Ils achètent une partie des terres acquises par le colonel William Wakefield (en) de la Compagnie de Nouvelle-Zélande. Samuel King construit deux maisons et Martha et sa sœur ouvrent la première école de Whanganui peu de temps après. Une source affirme que l'école est populaire, les sœurs équilibrant bien discipline et gentillesse.
En décembre 1847, la famille King s'installe à New Plymouth, naviguant à bord du Ralph Bernal. King y ouvre une école avec sa sœur, Maria, et sa belle-sœur, Mary Jane King. Ce lieu est également utilisé pour d'autres fonctions, telles que des bals et des activités culturelles, qui reflètent la présence majeure des Kings dans la vie publique de New Plymouth,. Les deux sœurs tissent également du phormium pour fabriquer des tissus, des sacs et d'autres biens pour compléter leurs revenus. King créée un « beau jardin », et le quitter a été une cause de détresse lorsqu'elle a temporairement déménagé à Auckland pour sa sécurité pendant la première guerre de Taranaki (en) de 1860–1861.
King meurt à son domicile de New Plymouth le 31 mai 1897, à l'âge de 94 ans,.

## Œuvres
Parmi les premiers colons britanniques et irlandais, King est la première a se tourner vers l'illustration botanique pour « gagner sa vie dans des conditions difficiles ».
En septembre 1842, King est chargée par la Société de Botanique et d'Horticulture de Wellington (Wellington Horticultural and Botanical Society) de préparer deux ensembles de dessins de spécimens botaniques indigènes, l'un devant être transmis aux directeurs de la New Zealand Company et l'autre à la London Horticultural Society,. La raison exacte pour laquelle King a été choisi pour cette commande est inconnue. Le premier ensemble de 40 aquarelles est achevé en janvier 1843, et transmis à la New Zealand Company à Londres en septembre 1843 ; il est acquis par la bibliothèque Alexander Turnbull en 1981. Le deuxième ensemble a disparu sans laisser de trace.
En 1845, quatre des lithographies de King sont reprises dans le livre Illustrations to Adventures in New Zealand de Jerningham Wakefield (en).
Hormis les aquarelles botaniques, il ne reste de l'œuvre de King que 16 croquis au crayon représentant des scènes de Wellington, Wanganui et New Plymouth, datés entre 1841 et 1859. Bien que King ait ensuite exposé à l'Exposition universelle de Sydney de 1879, aucun autre exemple de son travail n'a survécu.

## Reconnaissance
En 2017, King est sélectionnée comme l'une des « 150 femmes en 150 mots » (150 women in 150 words) de la Société royale de Nouvelle-Zélande, célébrant les contributions des femmes au savoir en Nouvelle-Zélande.